# Élections législatives de 1951 en Saône-et-Loire
Les élections législatives françaises de 1951 se tiennent le 17 juin. Ce sont les deuxièmes élections législatives de la Quatrième République.

## Mode de scrutin
Représentation proportionnelle plurinominale suivant la méthode du plus fort reste dans 103 circonscriptions, conformément à la loi des apparentements : les listes qui se sont « apparentées » avant l'élection remportent tous les sièges de la circonscription si leurs voix ajoutées obtiennent la majorité absolue des suffrages exprimés. Il y a 629 sièges à pourvoir.
Le vote préférentiel est admis. 
Dans le département de Saône-et-Loire, sept députés sont à élire.

## Candidats

### Liste d'union républicaine résistante et antifasciste présentée par le PCF
| N° | Candidats | Candidats              | Parti | Principales fonctions                                                                                    |
| -- | --------- | ---------------------- | ----- | --- |
| 01 |           | Waldeck Rochet         | PCF   | Député sortant, ancien maraîcher                                                                         |
| 02 |           | Rémy Boutavant         | PCF   | Député sortant, instituteur, conseiller municipal du Creusot                                             |
| 03 |           | Marguerite Cardon      | PCF   | Ancienne résistante                                                                                      |
| 04 |           | Louis Simonet          | PCF   | Viticulteur et débitant de boissons, conseiller général du canton de Mâcon-Nord, maire de Berzé-la-Ville |
| 05 |           | Claudius Germain       | PCF   | |
| 06 |           | Roger Texier           | PCF   | Ouvrier métallurgiste                                                                                    |
| 07 |           | Madeleine Marchandiaux | PCF   | |

### Liste du Rassemblement du peuple français
| N° | Candidats | Candidats       | Parti | Principales fonctions                                                                                        |
| -- | --------- | --------------- | ----- | --- |
| 01 |           | Joseph Renaud   | RPF   | Cultivateur exploitant, sénateur, conseiller général du canton d'Épinac-les-Mines, maire de Sully-le-Château |
| 02 |           | Jean Garnier    | RPF   | Médecin du travail, maire du Creusot                                                                         |
| 03 |           | Pierre Rodrigue | RPF   | Directeur de l'hospice départemental, Mâcon                                                                  |
| 04 |           | Maurice Billard | RPF   | Géomètre aux Houillères de Blanzy, conseiller général, maire adjoint de Montceau-les-Mines                   |
| 05 |           | Louis Sorlin    | RPF   | Chirurgien, conseiller municipal de Louhans                                                                  |
| 06 |           | Pierre Bengler  | RPF   | Commerçant, artisan cordier, conseiller général du canton de Digoin, maire de La Motte-Saint-Jean            |
| 07 |           | André Jarrot    | RPF   | Compagnon de la Libération, artisan mécanicien à Lux                                                         |

### Liste d'Union des indépendants, des paysans et des républicains nationaux
| N° | Candidats | Candidats                | Parti | Principales fonctions                                                                          |
| -- | --------- | ------------------------ | ----- | ---------------------------------------------------------------------------------------------- |
| 01 |           | André-Rémy Moynet        | CNIP  | Compagnon de la Libération, député sortant                                                     |
| 02 |           | Georges Pâques           | CNIP  | Agrégé de l'Université, ancien directeur de cabinet du Ministre de la Marine, ancien résistant |
| 03 |           | Claudius Eugène Bachelet | CNIP  | Cultivateur exploitant, maire de Semur-en-Brionnais, député sortant                            |
| 04 |           | Georges Pébrel           | CNIP  | Avocat à la Cour d'Appel de Paris, ancien déporté politique                                    |
| 05 |           | Claudien Nesme           | CNIP  | Notaire, conseiller général, maire de Matour                                                   |
| 06 |           | Charles Perben           | CNIP  | Médecin à Viré-lès-Mâcon                                                                       |
| 07 |           | Étienne Lesesvres        | CNIP  | Chef de service aux faïenceries de Digoin                                                      |

### Liste du Parti socialiste SFIO
| N° | Candidats | Candidats             | Parti | Principales fonctions                                                                                                   |
| -- | --------- | --------------------- | ----- | --- |
| 01 |           | Pierre-Fernand Mazuez | SFIO  | Député sortant, maire de Montceau-les-Mines                                                                             |
| 02 |           | Louis Escande         | SFIO  | Ancien député, ingénieur, premier adjoint au maire de Mâcon                                                             |
| 03 |           | Jean Larue            | SFIO  | Cultivateur, Vice-Président du Conseil général, conseiller général du canton d'Issy-l'Évêque, maire de Sainte-Radegonde |
| 04 |           | Marcel Rousseau       | SFIO  | Journaliste, ancien secrétaire national des Jeunesses socialistes                                                       |
| 05 |           | Louis Veillaud        | SFIO  | Maire de Sanvignes-les-Mines, employé                                                                                   |
| 06 |           | Eugène Roux           | SFIO  | Ouvrier boulanger, maire d'Épinac-les-Mines                                                                             |
| 07 |           | Georges Prévot        | SFIO  | Retraité, maire de La Guiche                                                                                            |

### Liste du Parti radical-socialiste et du Rassemblement des gauches républicaines
| N° | Candidats | Candidats         | Parti   | Principales fonctions                                                                                      |
| -- | --------- | ----------------- | ------- | --- |
| 01 |           | Paul Devinat      | Radical | Député sortant, ancien secrétaire d'État, professeur d'histoire, Rosette de la Résistance                  |
| 02 |           | Ernest Carrier    | Radical | Industriel, conseiller général du canton de Paray-le-Monial                                                |
| 03 |           | France Lechenault | Radical | Agriculteur viticulteur, maire de Bouzeron, conseiller général du canton de Chagny                         |
| 04 |           | Jules Pinsard     | Radical | Viticulteur, conseiller général du canton de La Chapelle-de-Guinchay, maire de Crèches-sur-Saône           |
| 05 |           | Émile Moudens     | Radical | Chirurgien-dentiste, maire de Saint-Germain-du-Bois, conseiller général du canton de Saint-Germain-du-Bois |
| 06 |           | Antoine Clément   | Radical | Directeur d'école honoraire                                                                                |
| 07 |           | Benoit Fayard     | Radical | Cultivateur                                                                                                |

### Liste du Mouvement républicain populaire
| N° | Candidats | Candidats        | Parti | Principales fonctions                                                       |
| -- | --------- | ---------------- | ----- | --------------------------------------------------------------------------- |
| 01 |           | Roger Devemy     | MRP   | Député sortant, ingénieur des Arts et Métiers, ancien résistant, Le Creusot |
| 02 |           | Édouard Morin    | MRP   | Ingénieur                                                                   |
| 03 |           | Victor Joseph    | MRP   | Docteur en médecine                                                         |
| 04 |           | Paul Gaudillière | MRP   | Notaire, conseiller municipal de Louhans                                    |
| 05 |           | Émile Perrin     | MRP   | Industriel                                                                  |
| 06 |           | Jean Danon       | MRP   | Tourneur, conseiller municipal du Creusot                                   |
| 07 |           | Jean Grandin     | MRP   | Agent d'assurances                                                          |

### Liste de défense des libertés et CNIP dissidents
| N° | Candidats | Candidats          | Parti | Principales fonctions                                                              |
| -- | --------- | ------------------ | ----- | ---------------------------------------------------------------------------------- |
| 01 |           | Pierre Dufour      | DVD   | Agriculteur, Président départemental de la Confédération générale de l'agriculture |
| 02 |           | Raymond Sené       | DVG   | Commerçant artisan                                                                 |
| 03 |           | Raymond Jaillet    | DVD   | Cultivateur                                                                        |
| 04 |           | Louis Vincent      | DVD   | Menuisier                                                                          |
| 05 |           | Maurice Chanut     | DVD   | Cultivateur                                                                        |
| 06 |           | Yvonne Boyer       | DVD   | Couturière                                                                         |
| 07 |           | François Devillard | DVD   | Cultivateur                                                                        |

### Liste de courage civique face aux destructeurs de la France et aux calomniateurs - dissidents CNIP
| N° | Candidats | Candidats                | Parti | Principales fonctions           |
| -- | --------- | ------------------------ | ----- | ------------------------------- |
| 01 |           | Patrice Bougrain-Dubourg | DVD   | Ancien député, ancien résistant |
| 02 |           | Edmée Bougrain           | DVD   |                                 |
| 03 |           | Arthur Fléty             | DVD   | Charpentier                     |
| 04 |           | Ernest Jossu             | DVD   |                                 |
| 05 |           | Lazare Coron             | DVD   | Employé                         |
| 06 |           | Jacques Desvignes        | DVD   | Maçon                           |
| 07 |           | Victor Moreau            | DVD   | Plaqueur                        |

## Élus
| Député sortant    | Parti | Parti   | Député élu ou réélu | Parti | Parti   |
| ----------------- | ----- | ------- | ------------------- | ----- | ------- |
| Waldeck Rochet    |       | PCF     | Waldeck Rochet      |       | PCF     |
| Rémy Boutavant    |       | PCF     | Rémy Boutavant      |       | PCF     |
| Pierre Mazuez     |       | SFIO    | Pierre Mazuez       |       | SFIO    |
| Roger Devemy      |       | MRP     | Roger Devemy        |       | MRP     |
| Paul Devinat      |       | Rad soc | Paul Devinat        |       | Rad soc |
| André Moynet      |       | CNIP    | André Moynet        |       | CNIP    |
| Claudius Bachelet |       | CNIP    | Joseph Renaud       |       | RPF     |

## Résultats

### Résultats à l'échelle du département
- Les listes du CNIP, de la SFIO, Rad-RGR et du MRP et  se sont apparentées.
- Leurs voix cumulées de chaque apparentement représentant moins de 50% des exprimés, les sièges sont répartis à la proportionnelle entre tous les partis.
- Le score de l'apparentement est considéré comme celui d'une liste pour la répartition générale, ensuite la répartition interne des sièges entre apparentées se fait également à la proportionnelle.

| Parti    | Parti              | Tête de liste            | Résultats | Résultats | Sièges |  |
| Parti    | Parti              | Tête de liste            | Voix      | %         |        |  |
| -------- | ------------------ | ------------------------ | --------- | --------- | ------ |  |
|          | PCF                | Waldeck Rochet           | 68 740    | 29,39     | 2      |  |
|          | RPF                | Joseph Renaud            | 50 377    | 21,54     | 1      |  |
|          | CNIP *             | André Moynet             | 28 490    | 12,18     | 1      |  |
|          | SFIO *             | Pierre Mazuez            | 27 477    | 11,75     | 1      |  |
|          | Rad-RGR *          | Paul Devinat             | 24 183    | 10,34     | 1      |  |
|          | MRP *              | Roger Devemy             | 20 959    | 8,96      | 1      |  |
|          | diss CNIP-Déf. lib | Pierre Dufour            | 11 868    | 5,08      | 0      |  |
|          | diss CNIP          | Patrice Bougrain-Dubourg | 91        | 0,04      | 0      |  |
|          |                    |                          |           |           |        |  |
| Inscrits | Inscrits           | Inscrits                 | 319 018   | 100,00    | 7      |  |
| Votants  | Votants            | Votants                  | 238 893   | 74,88     |        |  |
| Exprimés | Exprimés           | Exprimés                 | 233 867   | 97,90     |        |  |